# Nullcline
Nullclines, soms ook wel zero-growth isoclines genoemd, zijn verschijnselen die optreden in twee-dimensionale systemen van differentiaalvergelijkingen
{\displaystyle x'=F(x,y)}
{\displaystyle y'=G(x,y).}
Dit zijn krommen waarlangs het vectorveld geheel horizontaal of geheel verticaal is. Een nullcline is een grens tussen de regio’s waar {\displaystyle x'} of {\displaystyle y'} van teken wisselen. Nullclines kunnen worden gevonden door x' of y' gelijk te stellen aan nul. De snijpunten tussen {\displaystyle x} en {\displaystyle y} nullclines zijn equilibria. Het opsporen van de nullclines kan een handig hulpmiddel zijn voor het berekenen van equilibria.